# Приключенията на Тентен (сериал)
„Приключенията на Тентен“ (на английски: The Adventures of Tintin) е анимационен сериал, съпродуциран от френското анимационно студио „Елипс Програм“ и канадското студио „Нелвана“. Базиран е на едноименния комикс на белгийския художник Ерже. Състои се от 39 епизода в три сезона, излъчени във Франция, Канада и Съединените щати между 1991 г. и 1992 г.

## Възприемане
Сериалът получава високи оценки от феновете и критиците, според които той се придържа доста внимателно към оригинала, а някои от композициите са пренесени директно от комиксовите панели.